# Epilampra carinulata
Epilampra carinulata är en kackerlacksart som först beskrevs av Henri Saussure 1895.  Epilampra carinulata ingår i släktet Epilampra och familjen jättekackerlackor.
Artens utbredningsområde är Costa Rica. Inga underarter finns listade i Catalogue of Life.